# Wilhelm Hammer (Geologe)
Wilhelm Hammer (* 13. November 1875 in Feldkirch, Vorarlberg; † 26. Dezember 1942 in Innsbruck, Tirol) war ein österreichischer Geologe.

## Leben
Wilhelm Hammer studierte an der Universität Innsbruck, machte 1899 die Lehramtsprüfung und promovierte zum Dr. phil. Im Jahr 1901 trat er in die k.k. Geologische Reichsanstalt, der späteren Geologischen Bundesanstalt, deren Leiter er in den Jahren 1932 bis 1935 war.
Sein zentrales Wirken war die geologische Erforschung und Neuaufnahme der Tiroler Zentralalpen. Auch das obere Ennstal und die Kitzbüheler Alpen waren sein Forschungsziel.
In den Jahren 1920 und 1921 war er auch Vorsitzender der Geologischen Gesellschaft.
Er war ein ausgezeichneter Bergsteiger. So bestieg er mit Ampferer als erster die Dremelspitze.

## Werke
Karten:
- Südlicher Teil des Karwendels, gemeinsam mit Otto Ampferer, 1898 (Digitalisat).
- Cles, gemeinsam mit Michael Vacek, 1903 (Digitalisat).
- Bormio-Tonale, gemeinsam mit Giovanni Battista Trener, 1908 (Digitalisat).
- Glurns-Ortler, 1912 (Digitalisat).
- Nauders, 1923 (Digitalisat)
- Landeck, gemeinsam mit Otto Ampferer, 1922 (Digitalisat).
- Ötztal, gemeinsam mit Theodor Ohnesorge, Bruno Sander, Fritz Kerner von Marilaun, 1929, (Digitalisat).
- Admont-Hieflau, 1933 (Geologische Manuskriptkarte, Digitalisat).
- Kitzbühel-Zell am See, gemeinsam mit Theodor Ohnesorge, Fritz Kerner von Marilaun, Hans Peter Cornelius, 1935 (Digitalisat).

Schriften:
- Geologischer Führer durch die Westtiroler Zentralalpen. Borntraeger, Berlin 1922 (Digitalisat).